# Sasarščina
Sasarščina  (sasarsko sassaresu ali turritanu) je italo-dalmatski jezik in vmesna oblika med korziškim in sardinskim jezikom. Zaradi zgodovinskih vezi med Korziko in  Sardinijo se šteje tudi za korziško-sardinski jezik.  Sasarščina je kljub močnim sardinskim vplivom, predvsem v besednjaku in fonetiki, obdržala toskanske korene, ki so tesno povezani z galurskimi. Galurščina se ne glede na to, da se govori na Sardiniji, šteje za korziško narečje, čeprav je to geografsko sporno. Hkrati se šteje tudi  za prehodni jezik med italo-dalmatskimi jeziki  in sardinščino. Je precej podobna italijanščini, zlasti starim toskanskim italijanskim narečjem.
Sasarsko narečje govori približno 100.000 govorcev od skupaj 175.000 prebivalcev v severozahodnih delih Sardinije. Velike sasarsko govoreče skupnosti so v Sassariju, Stintinu, Sorsu in Porto Torresu. Sasarska narečja, ki se nagibajo h galurščini, znana tudi kot kastelaneška narečja, se govorijo v Castelsardu, Terguju in Sediniju.
Sasarščina se je v 13.-14. stoletju govorila kot meščanski jezik trgovcev. Kot taka je temeljila na mešanici več jezikov, predvsem korziškega, toskanskega in ligurskega. V fonetiki, sintaksi in slovnici se je čutil močan logudorški vpliv. Na narečje sta imela nekaj vpliva tudi katalonščina in španščina. V sasarščini je napisanih več sodobnih in starejših knjižnih del. V tem jeziku se izvaja tudi veliko kulturnih, družabnih in dramskih dogodkov.